# Паррингтон, Вернон Луис
Вернон Луис Паррингтон (3 августа 1871, Орора, Иллинойс — 16 июня 1929 или 16 июня 1921, Глостершир) — американский историк литературы и учёный. Его трехтомная «История американской литературы», «Основные течения американской мысли», получила Пулитцеровскую премию по истории в 1928 году и стала одной из самых влиятельных книг для американских историков своего времени.

## Карьера
Родившись в Ороре, штат Иллинойс, в республиканской семье служащего, которая вскоре переехала в Эмпорию, штат Канзас, Паррингтон учился в колледже Эмпории и Гарвардском университете, получив степень бакалавра в последнем учебном заведении в 1893 году. Он был потрясен тяготами канзасских фермеров в 1890-х годах. После преподавания английского языка в колледже Эмпории в 1893—1897 годах он переехал в Университет Оклахомы в 1897 году, где преподавал английскую литературу, организовал кафедру английского языка, тренировал футбольную команду, играл в бейсбольной команде, редактировал газету кампуса и пытался украсить кампус. В 1903—1904 годах в ходе научной командировки посещал Европу. Он мало публиковался и в 1908 году был уволен из-за давления со стороны религиозных групп, которые хотели, чтобы все «аморальные преподаватели» были уволены. Оттуда он продолжил выдающуюся академическую карьеру в Вашингтонском университете, где в 1912 году стал профессором. В 1916 году участвовал в подготовке «Кембриджской истории американской литературы» (автор раздела о пуританских богословах).

## Левая идеология
В 1908 году Паррингтон переехал в гораздо более дружелюбный Университет Вашингтона в Сиэтле, штат Вашингтон. Он вспоминал в 1918 году: «С каждым годом мой радикализм черпает новую пищу из обширных знаний о зле частного капитализма. Ненависть к этой эгоистичной системе стала главной страстью моей жизни. Переход от Оклахомы к Вашингтону знаменует для меня переход от старой культурной интерпретации жизни к более поздней экономической».

## Основатель американских исследований
Паррингтон основал междисциплинарное движение американских исследований в своей работе 1927 года «Основные течения американской мысли». Движение было расширено в 1920 и 1930 годы Перри Миллером, Ф. О. Маттиссеном и Робертом Спиллером. Элементами, которые эти пионеры считали революционными, были междисциплинарность, целостная концепция культуры и акцент на уникальности американской культуры.
Отрывок из введения «Основные течения американской мысли»:
«Я взял на себя обязательство дать некоторый отчет о происхождении и развитии в американской литературе некоторых начальных идей, которые стали считаться традиционно американскими,—как они возникли здесь, как они были противопоставлены и какое влияние они оказали на определение формы и объема наших характерных идеалов и институтов. Решая эту задачу, я выбрал широкий путь нашего политического, экономического и социального развития, а не узкий беллетристический».

## «Основные течения американской мысли»
Паррингтон выступал представителем прогрессистского (экономического) направления в американской историографии, в частности продолжателем основателя этой школы Чарлза Остина Бирда. Следуя тезису последнего о противоборстве аграрных и индустриальных интересов и традиции публицистов-макрейкеров («разгребателей грязи»), он рассматривал историю США как борьбу сторонников права собственности и концепции прав человека.
Паррингтона лучше всего помнят как автора книги «Основные течения американской мысли» (Main currents in American thought, 1927—1930, русский перевод 1962—1963), ориентированной прежде всего на политику трёхтомной истории американских писем колониальных времен, получившей в 1928 году Пулитцеровскую премию по истории. В этой монографии, представляющей широкую картину развития «американского духа» в различных сферах (литература, философия, история, экономика, юриспруденция), постулируется резкий разрыв между элитарным гамильтоновским течением и его популистскими джефферсоновскими противниками, что делает очевидным отождествление автора с последними.
Паррингтон определил три фазы истории США как кальвинистский пессимизм, романтический оптимизм и механистический пессимизм, с демократическим идеализмом в качестве главной движущей силы.
Также, Паррингтон защищал доктрину государственного суверенитета и стремился отделить ее от причины рабства, утверждая, что объединение этих двух причин оказалось «катастрофическим для американской демократии», устраняя последний тормоз роста корпоративной власти в Позолоченный век, когда федеральное правительство начало защищать капиталистов от местного и государственного регулирования.
В течение двух десятилетий «Основные течения американской мысли» были одной из самых влиятельных книг для американских историков. Это показывает, что книга доминировала в литературной и культурной критике с 1927 по начало 1950-х годов. Кроу называет ее «Суммой теологии прогрессивной истории». Прогрессивная история представляла собой набор взаимосвязанных предположений и установок, которые вдохновили первый большой расцвет профессиональной американской науки в истории. Эти историки считали экономические и географические силы первичными, а идеи — всего лишь инструментами. Они рассматривали многие доминирующие концепции и интерпретации как отображение более глубоких реалий.
Рейниц подчеркивает интенсивное использование Паррингтоном исторической иронии, которая возникает, когда последствия действия получаются вопреки первоначальным намерениям действующих лиц. Паррингтон представлял Прогрессивную школу историков, которая подчеркивала двойственность добра и зла в американском прошлом. Тем не менее, в своем последнем томе «Основных течений» он пришел к выводу, что фермер, традиционный демократический герой прогрессистов, объединил усилия с жадным деловым сообществом, чтобы создать разрушительную форму капитализма, кульминация которой пришлась на 1920-е годы.
Его прогрессивная интерпретация американской истории имела большое влияние в 1920-е и 1930-е годы и помогла определить современный либерализм в США. После того как в 1930—1940-х годах идеи Паррингтона получили ошеломляющую поддержку и оказали огромное влияние на интеллектуалов, они вышли из моды еще до 1950 года.
Ричард Хофштадтер говорит: «Самое поразительное в репутации В. Л. Паррингтона, как мы думаем о ней сегодня, — это ее резкий упадок … в течение 1940-х годов Паррингтон довольно быстро перестал представлять непреодолимый интерес для студентов американской литературы, и со временем историки тоже начали покидать его».
Гарольд Блум говорит: «Паррингтон, был осужден на безвестность такими критиками, как Лайонел Триллинг, который резко критиковал его литературный национализм и его настойчивое требование, чтобы литература обращалась к популярному электорату». Либеральный историк Артур Шлезингер в своей автобиографии говорил, что прогрессивные истории 1920-х годов, такие как «Основные течения», мало читаются, а их авторы степени забыты. Он добавляет, что «„Основные течения“ обеднили богатое и сложное американское прошлое. Паррингтон низвел Джонатана Эдвардса, По, Готорна, Мелвилла, Генри Джеймса до маргинальных фигур, практиков художественной литературы, а не просветителей американского опыта».

## Тренерская карьера
Паррингтон был вторым главным тренером футбольной команды Университета Оклахомы, где он был первым преподавателем университета, официально занявшим эту должность. Ему приписывают привнесение гарвардского стиля игры и лучшей организации в футбольную программу университета. За четыре года, с 1897 по 1900 год, команды Паррингтона сыграли всего двенадцать матчей, одержав 9 побед, 2 поражения и 1 ничью. Период работы Паррингтона в качестве главного футбольного тренера был самым длинным из всех первых 5 тренеров Оклахомы.
Овал Паррингтона в Университете Оклахомы и Паррингтон-холл в Вашингтонском университете названы в честь Вернона Луиса Паррингтона.

У. Леви отметил:
Читатели и ученые подрастающего поколения могут не следовать определенным суждениям или точке зрения Паррингтона, но трудно поверить, что они все еще не будут привлечены, очарованы и вдохновлены его блеском, его широтой, его смелостью, пылом его политической приверженности.

## Книги
- Коннектикутские острословы (1926)
- Основные течения американской мысли : Американская литература со времени её возникновения до 1920 г. = Main Currents in American Thought (1927). / Пер. с англ. [Ред. и коммент. В. Маликова]. [Вступ. статья Р. Самарина, с. 5-30]. — М. : Издательство иностранной литературы, 1962—1963. — 3 т. — (Для научных библиотек).
- Синклер Льюис, Наш собственный Диоген (1927)